# Татарский язык
Тата́рский язы́к (самоназвание: татар теле, татарча / tatar tele, tatarça / تاتارچا, تاتار تلی) — национальный язык татар и государственный язык Республики Татарстан. Относится к поволжско-кыпчакской подгруппе кыпчакской группы тюркских языков. Является, как и все тюркские, агглютинативным языком.
Это второй по распространённости и по количеству говорящих национальный язык в России.
Раньше понятие «татарский язык» использовалось в том числе и как название некоторых других тюркских языков.

## Лингвогеография

### Ареал и численность
Татарский язык распространён в Татарстане, Башкортостане и в некоторых районах Марий Эл, Удмуртии, Чувашии, Мордовии, Челябинской, Оренбургской, Свердловской, Тюменской, Ульяновской, Самарской, Астраханской, Саратовской, Нижегородской, Пензенской, Рязанской, Тамбовской, Курганской, Томской, Новосибирской областей, Пермского края России, а также в среде татар Узбекистана, Казахстана, Кыргызстана и Туркменистана.
Число говорящих в России — около 4,28 млн человек, по состоянию на 2010 год (5,1 млн согласно переписи 1989 года). Татарский язык распространён также среди башкир, русских, чувашей и марийцев, а также некоторых других народов России.
| Владение татарским разными народами (народы с численностью более 500 тыс.), 2002 г. |                 |
| --- | --------------- |
| \| Народ \| Число владеющих \| \| ------------- \| --------------- \| \| Татары \| 4 488 330 \| \| Башкиры \| 524 399 \| \| Русские \| 136 617 \| \| Чуваши \| 68 624 \| \| Марийцы \| 42 892 \| \| Удмурты \| 26 242 \| \| Казахи \| 9909 \| \| Азербайджанцы \| 5752 \| \| Мордва \| 3970 \| \| Украинцы \| 3688 \| \| Армяне \| 1608 \| \| Белорусы \| 944 \| \| Чеченцы \| 845 \| \| Немцы \| 813 \| \| Кумыки \| 589 \| \| Лезгины \| 376 \| \| Аварцы \| 252 \| \| Осетины \| 205 \| \| Буряты \| 175 \| \| Даргинцы \| 145 \| \| Кабардинцы \| 131 \| \| Ингуши \| 100 \| \| Якуты \| 46 \| |                 |
| Народ | Число владеющих |
| Татары | 4 488 330       |
| Башкиры | 524 399         |
| Русские | 136 617         |
| Чуваши | 68 624          |
| Марийцы | 42 892          |
| Удмурты | 26 242          |
| Казахи | 9909            |
| Азербайджанцы | 5752            |
| Мордва | 3970            |
| Украинцы | 3688            |
| Армяне | 1608            |
| Белорусы | 944             |
| Чеченцы | 845             |
| Немцы | 813             |
| Кумыки | 589             |
| Лезгины | 376             |
| Аварцы | 252             |
| Осетины | 205             |
| Буряты | 175             |
| Даргинцы | 145             |
| Кабардинцы | 131             |
| Ингуши | 100             |
| Якуты | 46              |

| \| Регион \| Число владеющих \| % \| \| --------------------------------- \| --------------- \| ---- \| \| Российская Федерация \| 5 347 706 \| 100 \| \| Центральный федеральный округ \| 167 898 \| 3,1 \| \| Московская область \| 29 731 \| 0,6 \| \| г. Москва \| 98 314 \| 1,8 \| \| Северо-Западный федеральный округ \| 46 781 \| 0,9 \| \| г. Санкт-Петербург \| 18 092 \| 0,3 \| \| Южный федеральный округ \| 128 670 \| 2,4 \| \| Краснодарский край \| 17 600 \| 0,3 \| \| Астраханская область \| 56 317 \| 1,1 \| \| Волгоградская область \| 19 603 \| 0,4 \| \| Приволжский федеральный округ \| 4 355 618 \| 81,4 \| \| Республика Башкортостан \| 1 396 947 \| 26,1 \| \| Республика Марий Эл \| 40 632 \| 0,8 \| \| Республика Мордовия \| 43 825 \| 0,8 \| \| Республика Татарстан \| 2 014 517 \| 37,7 \| \| Удмуртская Республика \| 89 689 \| 1,7 \| \| Чувашская Республика \| 39 968 \| 0,7 \| \| Кировская область \| 39 045 \| 0,7 \| \| Нижегородская область \| 41 513 \| 0,8 \| \| Оренбургская область \| 138 299 \| 2,6 \| \| Пензенская область \| 82 696 \| 1,5 \| \| Пермский край \| 124 437 \| 2,3 \| \| Самарская область \| 102 905 \| 1,9 \| \| Саратовская область \| 44 826 \| 0,8 \| \| Ульяновская область \| 156 319 \| 2,9 \| \| Уральский федеральный округ \| 466 207 \| 8,7 \| \| Курганская область \| 17 544 \| 0,3 \| \| Свердловская область \| 116 173 \| 2,2 \| \| Тюменская область \| 189 880 \| 3,6 \| \| Челябинская область \| 142 610 \| 2,7 \| \| Сибирский федеральный округ \| 158 385 \| 3,0 \| \| Красноярский край \| 29 282 \| 0,5 \| \| Иркутская область \| 16 622 \| 0,3 \| \| Кемеровская область \| 29 574 \| 0,6 \| \| Новосибирская область \| 19 080 \| 0,4 \| \| Омская область \| 35 766 \| 0,7 \| \| Томская область \| 13 349 \| 0,2 \| \| Дальневосточный федеральный округ \| 24 147 \| 0,5 \| |                 |      |
| Регион | Число владеющих | %    |
| Российская Федерация | 5 347 706       | 100  |
| Центральный федеральный округ | 167 898         | 3,1  |
| Московская область | 29 731          | 0,6  |
| г. Москва | 98 314          | 1,8  |
| Северо-Западный федеральный округ | 46 781          | 0,9  |
| г. Санкт-Петербург | 18 092          | 0,3  |
| Южный федеральный округ | 128 670         | 2,4  |
| Краснодарский край | 17 600          | 0,3  |
| Астраханская область | 56 317          | 1,1  |
| Волгоградская область | 19 603          | 0,4  |
| Приволжский федеральный округ | 4 355 618       | 81,4 |
| Республика Башкортостан | 1 396 947       | 26,1 |
| Республика Марий Эл | 40 632          | 0,8  |
| Республика Мордовия | 43 825          | 0,8  |
| Республика Татарстан | 2 014 517       | 37,7 |
| Удмуртская Республика | 89 689          | 1,7  |
| Чувашская Республика | 39 968          | 0,7  |
| Кировская область | 39 045          | 0,7  |
| Нижегородская область | 41 513          | 0,8  |
| Оренбургская область | 138 299         | 2,6  |
| Пензенская область | 82 696          | 1,5  |
| Пермский край | 124 437         | 2,3  |
| Самарская область | 102 905         | 1,9  |
| Саратовская область | 44 826          | 0,8  |
| Ульяновская область | 156 319         | 2,9  |
| Уральский федеральный округ | 466 207         | 8,7  |
| Курганская область | 17 544          | 0,3  |
| Свердловская область | 116 173         | 2,2  |
| Тюменская область | 189 880         | 3,6  |
| Челябинская область | 142 610         | 2,7  |
| Сибирский федеральный округ | 158 385         | 3,0  |
| Красноярский край | 29 282          | 0,5  |
| Иркутская область | 16 622          | 0,3  |
| Кемеровская область | 29 574          | 0,6  |
| Новосибирская область | 19 080          | 0,4  |
| Омская область | 35 766          | 0,7  |
| Томская область | 13 349          | 0,2  |
| Дальневосточный федеральный округ | 24 147          | 0,5  |

#### Татарский язык в Татарстане

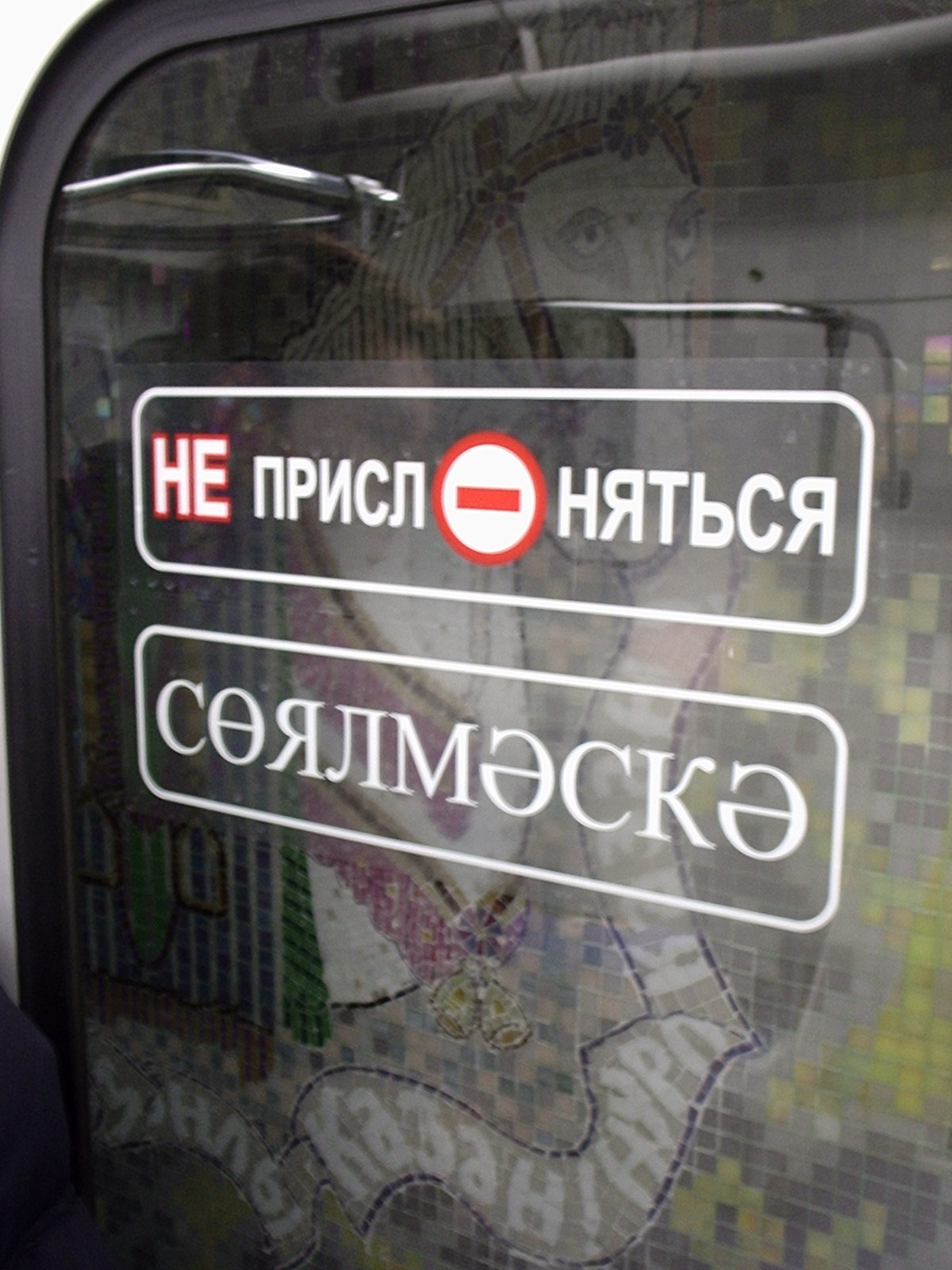
Надпись на двух государственных языках РТ в Казанском метрополитене

Татарский язык, наряду с русским, является государственным языком Республики Татарстан (в соответствии с законом Республики Татарстан «О языках народов Республики Татарстан» от 1992 года). В Татарстане и в местах проживания татар существует сеть учебных и воспитательных учреждений, в которых используется татарский язык: дошкольные учреждения с татарским языком в качестве языка воспитания, начальные и средние школы с татарским языком в качестве образовательного.
В 2017 году парламент Татарстана проголосовал за добровольное изучение татарского языка в школах. Из системы образования республики был удалён татарский язык как обязательный предмет. Прокурор Татарстана Ильдус Нафиков отметил, что изучать татарский язык как государственный школьники будут на добровольной основе с письменного согласия родителей максимум два часа в неделю.
Кроме традиционного использования татарского языка в качестве добровольного предмета изучения и образовательного средства на филологических факультетах Казанского государственного университета, педагогических институтов и училищ, татарский язык как язык обучения в настоящее время применяется частично на юридическом факультете и факультете журналистики Казанского университета, в Казанском государственном архитектурно-строительном университете, в Казанской консерватории и Казанском государственном институте искусства и культуры.
На татарском языке издаётся учебная, художественная, публицистическая и научная литература, выходят сотни газет и журналов, ведутся радио- и телепередачи, работают театры. Центрами научного изучения татарского языка являются факультет татарской филологии и истории Казанского государственного университета, кафедра татарской филологии филологического факультета Башкирского государственного университета, факультет татарской филологии Татарского государственного гуманитарно-педагогического университета и Институт языка, литературы и искусства Академии наук Республики Татарстан.
Значительный вклад в изучение татарского языка и его диалектов внесли такие учёные, как Г. Х. Алпаров, Г. Х. Ахатов, В. А. Богородицкий, Дж. Валиди, Г. Ибрагимов, Л. З. Заляй, М. А. Фазлуллин и другие.

### Диалекты
Народно-разговорный татарский язык исследователями делится либо на 3, либо на 5 основных диалектов с около 70-и говорами. В последнем случае в языке сибирских татар выделяют три отдельных диалекта татарского языка: тоболо-иртышский, барабинский и томский.
Классификация при выделении в татарском языке трёх основных диалектов:
- мишарский (западный);
- казанский (центральный);
- сибирский (восточный).

Классификация при выделении в татарском языке пяти основных диалектов:
- мишарский;
- казанский;
- тоболо-иртышский;
- барабинский;
- томский.

Татарский и крымскотатарский являются разными языками, но оба принадлежат к кыпчакской группе тюркских языков.

#### Диалекты сибирских татар
Часть лингвистов считает сибирско-татарский язык диалектом или группой диалектов татарского языка. Некоторые этнографы придерживаются точки зрения о том, что язык сибирских татар — это отдельный и единый язык.
В работе коллектива авторов Института языкознания РАН татарский язык разделяется на три диалекта (западный, средний и восточный), однако в качестве отдельного языка выделяется барабинский, который вместе с татарским и башкирским языками образует северную (или уральскую) подгруппу кыпчакской группы тюркских языков. Тем не менее в той же работе приводится иная классификация лингвиста Олега Мудрака, в которой барабинский язык не выделяется, а начало распада единого для среднего и восточного диалектов татарского языка пра-диалекта датируется серединой XVI века (приблизительным временем падения Казанского и Астраханского ханств).

## История
Современный татарский язык в своём становлении претерпел множество изменений, сложился на основе булгарского, кыпчакских и чагатайских идиомов тюркских языков.
Татарский язык складывался вместе с народом-носителем этого языка в районах Поволжья и Приуралья в тесном взаимодействии с другими, как родственными, так и неродственными языками. Испытал определённое воздействие финно-угорских (древневенгерского, марийского, мордовских, удмуртского), арабского, персидского, русского языков. Так, языковеды полагают, что те особенности в области фонетики (изменение шкалы гласных и др. — «перебой гласных»), которые, с одной стороны, объединяют поволжско-тюркские языки между собой, а с другой — противопоставляют их другим тюркским языкам, являются итогом их сложных взаимоотношений с финно-угорскими языками.
Самый ранний из сохранившихся литературных памятников татарского языка — поэма «Кысса-и Йосыф» — был написан в XIII веке (автор поэмы — Кул Гали — погиб во время монгольского завоевания Волжской Булгарии в 1236 г.). Одним из сохранившихся источников, описывающих достаротатарский язык[прояснить], является «Codex Cumanicus», где в качестве самоназвания указывается tatar tili («татарский язык»). В эпоху Золотой Орды языком её подданных стал поволжский тюрки́ — язык, близкий к османскому и чагатайскому (староузбекскому) литературным языкам. В период Казанского и Астраханского ханств складывался старотатарский язык, для которого характерно большое число заимствований из арабского и персидского. Как и другие литературные языки донационального периода, старотатарский литературный язык оставался малопонятным для народных масс и использовался лишь грамотной частью общества. После завоевания Казани Иваном Грозным началось активное проникновение в татарский язык русизмов, а затем и западных терминов. С конца XIX — начала XX вв. татарская интеллигенция стала активно использовать османскую общественно-политическую лексику.
Со второй половины XIX века на основе казанского диалекта началось становление современного татарского национального языка, завершившееся в начале XX века. В реформировании татарского языка можно выделить два этапа: вторую половину XIX — начало XX века (до 1905) и 1905—1917 годы. На первом этапе основная роль в создании национального языка принадлежала Каюму Насыри (1825—1902). После революции 1905—1907 гг. ситуация в области реформирования татарского языка резко изменилась: наблюдается сближение литературного языка с народно-разговорным. В 1912 году Фахрель-Ислам Агеев основал детский журнал «Ак-йул», положивший начало детской художественной литературе на татарском языке. В 1920-е гг. началось увеличение количества лексических понятий сначала с опорой на собственно татарскую и арабо-персидскую лексику, а с 1930-х — на русскую и международную с использованием кириллицы.
Современный литературный татарский язык по фонетике и лексике близок к казанскому диалекту, а по морфологической структуре — к мишарскому.

## Письменность
В разное время для татарского языка использовались разные системы письма:
- арабское письмо — до 1927 года (некоторые немногочисленные татарские диаспоры в Китае, Афганистане и Иране пользуются арабским письмом по настоящее время);
- латиница — в 1927—1939 годах (предпринимались попытки возрождения латиницы на рубеже XX и XXI веков; татары Турции, Финляндии, Чехии, Польши, США и Австралии используют татарскую латиницу в настоящее время);
- кириллица — с 1939 года по настоящее время (крещёные татары пользовались кириллицей с XIX века).

| А а | Ә ә | Б б | В в | Г г | Д д | Е е | Ё ё |
| Ж ж | Җ җ | З з | И и | Й й | К к | Л л | М м |
| Н н | Ң ң | О о | Ө ө | П п | Р р | С с | Т т |
| У у | Ү ү | Ф ф | Х х | Һ һ | Ц ц | Ч ч | Ш ш |
| Щ щ | Ъ ъ | Ы ы | Ь ь | Э э | Ю ю | Я я |     |

### Татарская раскладка клавиатуры

Татарская раскладка клавиатуры для операционной системы Windows.

ҖВЙШМ Специально созданная татарская раскладка для написания татарских слов.

Татарская раскладка клавиатуры доступна для операционной системы Windows XP и позднее.

## Лингвистическая характеристика

### Фонетика и фонология
Произносительная норма современного литературного языка закреплена за говором казанских татар.
Отличительные черты литературного татарского языка в фонетике:
- наличие 10 гласных фонем, одна из которых имеет дифтонгоидный характер;
- наличие гласных неполного образования;
- наличие лабиализованного [ɒ] (характерен, как правило, тогда, когда фонема /a/ является первой в слове: алма — [ɒlˈma] — «яблоко»: второе а нелабиализованно (неогублено);
- гласные о, ө, е в первом слоге вместо общетюркских у, ү, и, гласные у, ү, и вместо общетюркских о, ө, е (это свойственно и башкирскому языку);
- отсутствие губно-зубной фонемы в;
- неаффрикативный характер ч и җ.

#### Гласные
В современном татарском языке насчитывается 9 гласных букв для записи 13 гласных фонем, из которых 10 — исконно татарские:
| Подъём  | Ряд              | Ряд      | Ряд     | Ряд     | Ряд         |
| Подъём  | передний         | передний | средний | задний  | задний      |
| Подъём  | неогуб.          | огуб.    |         | неогуб. | огуб.       |
| ------- | ---------------- | -------- | ------- | ------- | ----------- |
| верхний | и /i/            | ү /y/    | ы (/ɨ/) | ый /ɯɪ/ | у /u/       |
| средний | э, e /ĕ/ (/e~ɛ/) | ө /ø̆/    |         | ы /ɤ̆/   | о /ŏ/ (/o/) |
| нижний  | ә /æ/            |          | а (/a/) | а /ɑ/   | а /ɒ/       |

Гласные верхнего и нижнего подъёма — относительно долгие, гласные среднего ряда — относительно краткие (кроме заимсвованных из русского гласных, см. ниже).

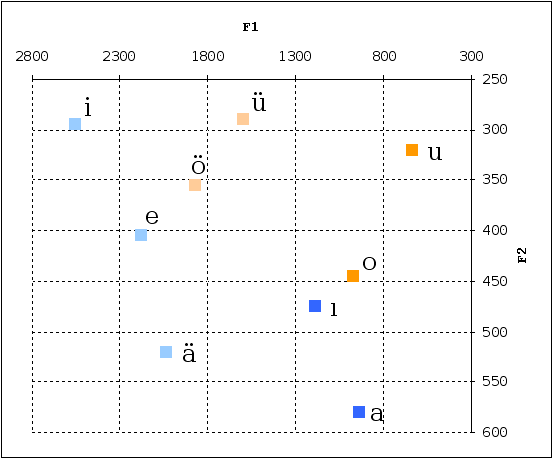
Форманты F1 и F2 татарских гласных

Дифтонгоидный ый [ɯɪ] иногда рассматривается как самостоятельная десятая исконная фонема и является заднеязычной парой [i].
В отличие от русского, буквой ы обозначается [ɤ̆] — неогубленный гласный заднего ряда средне-верхнего подъёма, акустически близкий к русским безударным о или а.
Ещё 4 фонемы, относительно долгие о [o], ы [ɨ], э [ɛ] и е [(j)e] (а также а /a/), используются в литературном языке в заимствованиях. Таким образом, буквы о, ы, э, е обозначают как исконные татарские краткие звуки, так и относительно долгие русские звуки.
В односложных словах полностью и частично в начальных слогах многосложных слов гласный а /ɑ/ огубляется до [ɒ] (напр.: бар [bɒr] «иди!»), а на конце слов, как правило, остаётся неогубленным (напр.: балаларга [bɒlɒlɒrˈʁɑ] «детям»), однако в двусложных словах предпоследний слог, содержащий /ɑ/, может изменять и последнюю а в слове, например: ата «отец» — [ɒˈtɒ].
В разговорной речи безударные краткие гласные могут выпадать — например, кеше «человек» произносится как [kʃe].

##### Сингармонизм
Как в большинстве тюркских языков, в татарском распространено явление сингармонизма — закона уподобления гласных друг другу по признаку нёбности/ненёбности и губности/негубности, то есть качество гласного последнего слога основы (корня) определяет качество гласных всех последующих наращиваемых слогов.
В татарском языке наблюдается нёбный и частично губной сингармонизм. При нёбной гармонии гласных в словах употребляются либо исключительно гласные переднего ряда, либо исключительно гласные заднего ряда. Такая гармония охватывает все исконные татарские гласные и отображается в орфографии.
Губной сингармонизм встречается только с татарскими гласными о/ө и ы/е. На письме этот вид гармонии не отображается, напр.: орфоэпические [бөтөнлөк] «целостность», [болотло] «облачный» — пишется как бөтенлек, болытлы. Такое написание оказывает определённое воздействие на современное фактическое произношение.

#### Сдвиг гласных
Отличительной особенностью вокализма татарского языка (вместе с башкирским), выделяющей его среди других тюркских (прежде всего, кыпчакских и огузских) является зеркальный сдвиг гласных верхнего и среднего подъёма. С одной стороны, общетюркские краткие гласные верхнего подъёма /ɪ̆ ʏ̆ ɯ̆ ʊ̆/ расширяются в /ĕ ø̆ ɤ̆ ŏ/; с другой стороны, общетюркские гласные среднего подъёма /e ø o/ сужаются в /i y u/.
| Турецкий       | Казахский      | Татарский      | Значение  |
| -------------- | -------------- | -------------- | --------- |
| biz /biz/      | біз /bɪ̆z/      | без /bĕz/      | «мы»      |
| kül /kyl/      | күл /kʏ̆l/      | көл /kø̆l/      | «пепел»   |
| kızıl /kɯˈzɯl/ | қызыл /qɯ̆ˈzɯ̆l/ | кызыл /qɤ̆ˈzɤ̆l/ | «красный» |
| kum /kum/      | құм /qʊ̆m/      | ком /qŏm/      | «песок»   |
| sen /sen/      | сен /sen/      | син /sin/      | «ты»      |
| göl /gøl/      | көл /køl/      | күл /kyl/      | «озеро»   |
| od /ot/        | от /ot/        | ут /ut/        | «огонь»   |

#### Согласные
В татарском языке 28 согласных фонем:
|               | Губные   | Губные   | Альвеолярные | Альвеолярные | Постальвеолярные | Постальвеолярные | Палатальные | Палатальные | Велярные | Велярные | Увулярные | Увулярные   | Глоттальные |  |
| ------------- | -------- | -------- | ------------ | ------------ | ---------------- | ---------------- | ----------- | ----------- | -------- | -------- | --------- | ----------- | ----------- |  |
| Носовой       | м /m/    | м /m/    | н /n/        | н /n/        |                  |                  |             |             | ң /ŋ~ɴ/  | ң /ŋ~ɴ/  | ң /ŋ~ɴ/   | ң /ŋ~ɴ/     |             |  |
| Взрывные      | п /p/    | б /b/    | т /t/        | д /d/        |                  |                  |             |             | к /k/    | г /ɡ/    | к, къ /q/ | г, гъ /ʁ~ɢ/ | ъ, э, ь /ʔ/ |  |
| Фрикативные   | ф /f/    | в /v/    | с /s/        | з /z/        | ш /ʃ/            | ж /ʒ/            | ч /tɕ~ɕ/    | җ /dʑ~ʑ/    |          |          | х /χ/     | г, гъ /ʁ~ɢ/ | һ /h/       |  |
| Аппроксиманты | в, у /w/ | в, у /w/ | л /l/        | л /l/        |                  |                  | й /j/       | й /j/       |          |          |           |             |             |  |
| Дрожащие      |          |          | р /r/        | р /r/        |                  |                  |             |             |          |          |           |             |             |  |

Присутствуют также звуки: в /v/, ф, в /f/, щ /ɕː~ʃː/, ч /t͡ɕ/, ц /t͡s/, которые используются в заимствованных словах. Звуки h /h/, ъ, э, ь /ʔ/, ф /f/ присутствуют в значительном количестве заимствований из арабского и персидского языков.
У каждого согласного имеется палатализованный и непалатализованный фонетический вариант (кроме җ).
С гласными переднего ряда буква г читается как звонкий смычный заднеязычный /g/, напр.: әгәр «если» — /æˈgær/, а в слогах с гласными заднего ряда — как звонкий увулярный фрикативный /ʁ/, напр.: гасыр «век» — /ʁɒˈsɤr/.
С гласными переднего ряда буква к читается как глухой смычный заднеязычный /k/, напр.: көз «осень» — /køz/, а в слогах с гласными заднего ряда — как тюркский глухой увулярный смычный /q/, напр.: кызыл «красный» — /q(ɤ)ˈzɤl/.
В заимствованиях из арабского и персидского /ʁ/ и /q/ могут сочетаться с переднеязычными /æ/ и /ø/, орфографически — га, ка, го, ко или гъ, къ: гомер /ʁøˈmer/ «жизнь», сәгать /sæˈʁæt/ «час», мәкаль /mæˈqæl/ «пословица», дикъкать /diqˈqæt/ «внимание», шигърият /ʃiʁriˈjæt/ «поэзия». Для обозначения переднеязычности орфографически заднеязычной гласной используется немой мягкий знак после последующей согласной.

##### Ассимиляция
Наблюдается прогрессивная ассимиляция согласных по:
- звонкости и глухости: таш + дан — таштан «с камня»; тал + да — талда «на иве»;
- по носовому тембру: тун + лар — туннар «шубы»; тун + дан — туннан «с шубы».

Регрессивная ассимиляция согласных по:
- глухости: күз + сез — [күссес] (орф. күзсез) «безглазый»; тоз + сыз — [тоссос] (орф. тозсыз) «несолёный»;
- увулярности: борын + гы — [бороңғо] (орф. борынгы) «древний»; салын + кы — [салыңқы] (орф. салынкы) «отвислый»;
- заднеязычности: киерен + ке — [кийереңке] (орф. киеренке) «напряжённый»;
- участию губ: ун + бер — [умбер] (орф. унбер) «одиннадцать»; ун + биш — [умбиш] (орф. унбиш) «пятнадцать».

В современной орфографии ассимиляция отражена частично.
Звонкие согласные на конце слов оглушаются, кроме з /z/.

### Морфология
В морфологии татарского языка широко представлены аналитические временны́е формы, а также сочетания основного глагола со вспомогательными, выражающие характер протекания действия, его интенсивность, степень завершённости и т. п.
Прошедшее и будущее времена глагола делятся на знаемое и возможное (категорическое или предполагаемое), например: барды «он точно шёл», барган «он, возможно, шёл»; барачак «он точно пойдёт», барыр «он, возможно, пойдёт».
В синтаксисе крайне редко́ оформление именных сказуемых аффиксами сказуемости, многообразны синтетические придаточные предложения.

#### Имя существительное
| Падежи           | Вопросы                                                                               | Падежные аффиксы                             |
| ---------------- | ------------------------------------------------------------------------------------- | -------------------------------------------- |
| Именительный     | кем? («кто?»), ни, нәрсә? («что?»)                                                    | -                                            |
| Винительный      | кемне? (кого?), ни(не), нәрсә(не)? (что?)                                             | -ны/-не, -н                                  |
| Родительный      | кемнең? («у кого?»), нәрсә(нең), ни(нең)? («у чего?»)                                 | -ның/-нең                                    |
| Местно-временной | кемдә? («в (на) ком?»), нәрсәдә? («в (на) чем?»), кайда? («где?»), кайчан? («когда?») | -да/-дә, -та/-тә, -нда/-ндә                  |
| Исходный         | кемнән? («от кого?»), нәрсәдән? («от чего?»), нидән? («отчего?»), кайдан? («откуда?») | -дан/-дән, -тан/-тән, -нан/-нән, -ннан/-ннән |
| Направительный   | кемгә? («к кому?»), нәрсәгә? («к чему?»), нигә? («зачем?»), кая? («куда?»)            | -га/-гә, -ка/-кә, -а/-ә, -на/-нә             |

### Лексика
В лексике татарского языка — множество заимствований из арабского (арабизмы) и персидского (персизмы) языков; заимствования из русского языка, включая интернациональную лексику, особенно широко стали проникать после 1917 года.